# Омлево
Омлево — упразднённая деревня в Гороховецком районе Владимирской области России. В настоящий момент является частью города Гороховец.

## География
Находилась в восточной части области, в зоне хвойно-широколиственных лесов, на правом берегу реки Клязьмы, при автодороге 17К-6, в пределах восточной части города Гороховец, административного центра района. Абсолютная высота — 84 метра над уровнем моря.

### Климат
Климат характеризуется как умеренно континентальный. Средняя температура воздуха самого холодного месяца (января) — −11,2 °C (абсолютный минимум — −45 °С), средняя температура воздуха самого тёплого месяца (июля) — +18,4 °С (абсолютный максимум — +38 °С). Безморозный период длится около 139 дней. Годовое количество атмосферных осадков составляет около 556 мм, из которых 387 мм выпадает в период с апреля по октябрь. Снежный покров держится в среднем около 149 дней.

## История
В «Списке населенных мест Владимирской губернии по сведениям 1859 года» населённый пункт упомянут как удельная деревня Гороховецкого уезда, расположенная в 5 верстах от уездного города. В деревне насчитывалось 27 дворов и проживал 231 человек (106 мужчин и 125 женщин).
По состоянию на 1905 год, в Омлеве имелось 36 дворов и проживал 321 человек. В административном отношении деревня входила в состав Красносельской волости.
По данным 1926 года, в деревне имелось 58 хозяйств и проживало 254 человека (110 мужчин и 144 женщины). Являлась частью Кондюринского сельсовета Гороховецкой волости Вязниковского уезда.
На момент упразднения входила в состав Куприяновского сельсовета Гороховецкого района. Решением облисполкома № 163 от 2 апреля 1991 года включена в черту Гороховца.